# Mogens Koch
Mogens Koch, född 2 mars 1898 på Frederiksberg, död 16 september 1992 i Köpenhamn, var en dansk arkitekt och möbeldesigner.

## Biografi
Koch var 1925–32 anställd vid respektive ritkontor hos Carl Petersen, Ivar Bentsen och Kaare Klint, där han lärde sig att arbeta enligt principerna för den moderna danska traditionen: respekt för prestanda, enkelhet i utformning, tillvaratagande av tidigare generationers erfarenheter samt användning av materialspecifika modulenheter. Han var professor vid Kunstakademiet i Köpenhamn 1950–68. 
Koch har som arkitekt särskilt ägnat sig åt restaureringar av bl. a. kyrkor. Mest känd är hans ombyggnad av Landbohøjskolen på Frederiksberg.
I Sverige är Koch känd för sina tidlöst enkla möbler, där hans bokhylla från 1928 och fällstol från 1933 är framträdande.

## Hedersbetygelser
Koch tilldelades
- Eckersbergmedaljen 1938,
- C.F. Hansen-medaljen 1963 och
- Snedkerlaugets årspris 1964.

Koch blev riddare av Dannebrog 1954, riddare av 1:a graden 1963 och kommendör 1969.